# Puchar Ligi Francuskiej w piłce nożnej (2015/2016)
Puchar Ligi Francuskiej w piłce nożnej sezonu 2015/2016 – 22. edycja rozgrywek pucharowych organizowanych przez Ligue de Football Professionnel. W rozgrywkach brały udział 44 profesjonalne kluby sportowe zrzeszone we francuskiej federacji. Mecz finałowy odbył się na stadionie Stade de France w Paryżu.
Tytuł obroniła drużyna Paris Saint-Germain.

## Uczestnicy
| Grający od 1/16 finału                                                                                                  | Grający od 1/32 finału | Grający od pierwszej rundy | Grający od pierwszej rundy                                   |
| Ligue 1 6 drużyn | Ligue 1 14 drużyn | Ligue 2 20 drużyn | Championnat National 4 drużyny                               |
| - Girondins Bordeaux - Olympique Lyon - Paris Saint-Germain F.C. - AS Saint-Étienne - AS Monaco FC - Olympique Marsylia | - SC Bastia - SM Caen - FC Lorient - Lille OSC - Gazélec Ajaccio - Toulouse FC - Angers SCO - Stade Rennais - FC Nantes - Stade de Reims - OGC Nice - Montpellier HSC - Troyes AC - En Avant Guingamp | - RC Lens - Stade Lavallois - AJ Auxerre - Stade Brestois 29 - AS Nancy - Paris FC - Valenciennes FC - Sochaux-Montbéliard - Dijon FCO - Le Havre AC - AC Ajaccio - Nîmes Olympique - Red Star FC - FC Bourg-Péronnas - Evian TG - FC Metz - Clermont Foot - Chamois Niortais FC - Tours FC - US Créteil-Lusitanos | - AC Arles-Avignon - US Orléans - LB Châteauroux - CA Bastia |

## Pierwsza runda
Pierwsza runda turnieju została rozegrana 11 sierpnia 2015. Zwycięskie drużyny zakwalifikowały się do drugiej rundy rozgrywek.
| 11 sierpnia 2015 | RC Lens | 0:0 k. 2:4 | Ajaccio | Stade Félix-Bollaert, Lens          |  |
| 18:30            |         |            |         | Widzów: 20369 Sędzia: Wilfried Bien |  |
|                  |         |            |         | Widzów: 20369 Sędzia: Wilfried Bien |  |

| 11 sierpnia 2015 | Lavallois | 1:0 | Nîmes Olympique | Stade Francis Le Basser, Laval      |  |
| 20:00            | Alla 5'   |     |                 | Widzów: 4692 Sędzia: Thomas Leonard |  |
|                  |           |     |                 | Widzów: 4692 Sędzia: Thomas Leonard |  |

| 11 sierpnia 2015 | Auxerre     | 1:0 | Red Star | Stade de l'Abbé-Deschamps, Auxerre |  |
| 20:00            | Courtet 36' |     |          | Widzów: 4083 Sędzia: Oliver Husset |  |
|                  |             |     |          | Widzów: 4083 Sędzia: Oliver Husset |  |

| 11 sierpnia 2015 | Brest                    | 2:2 k. 3:5 | Bourg-Péronnas   | Stade Bollaert-Delelis, Brest       |  |
| 20:00            | Cuvillier 28' · Pelé 45' |            | Boussaha 7', 87' | Widzów: 5299 Sędzia: Jerome Brisard |  |
|                  |                          |            |                  | Widzów: 5299 Sędzia: Jerome Brisard |  |

| 11 sierpnia 2015 | AC Arles-Avignon | wo. | Evian |  |  |
| 20:00            |                  |     |       |  |  |
|                  |                  |     |       |  |  |

| 11 sierpnia 2015 | Nancy                      | 2:1 | Châteauroux     | Stade Marcel Picot, Nancy              |  |
| 20:00            | Robic 3' (k.) · Dalé 90+1' |     | Garita 59' (k.) | Widzów: 1568 Sędzia: Francois Letexier |  |
|                  |                            |     |                 | Widzów: 1568 Sędzia: Francois Letexier |  |

| 11 sierpnia 2015 | Paris FC    | 1:2 | FC Metz                     | Stade Charléty, Paryż               |  |
| 20:00            | Kinkela 70' |     | Ngbakoto 17' · Bussmann 92' | Widzów: 2466 Sędzia: Hamid Guenaoui |  |
|                  |             |     |                             | Widzów: 2466 Sędzia: Hamid Guenaoui |  |

| 11 sierpnia 2015 | Valenciennes | 1:3 | Clermont Foot                  | Stade du Hainaut, Valenciennes      |  |
| 20:00            | Fulgini 68'  |     | Diedhiou 9' · Jobello 44', 66' | Widzów: 3166 Sędzia: Aurelien Petit |  |
|                  |              |     |                                | Widzów: 3166 Sędzia: Aurelien Petit |  |

| 11 sierpnia 2015 | Sochaux                    | 3:2 | Chamois Niortais      | Stade Auguste Bonal, Sochaux                |  |
| 20:00            | Cacérès 51', 61' · Sao 68' |     | Omrani 56' · Koné 72' | Widzów: 5524 Sędzia: Alexandre Perreau Niel |  |
|                  |                            |     |                       | Widzów: 5524 Sędzia: Alexandre Perreau Niel |  |

| 11 sierpnia 2015 | Orléans    | 1:2 | Tours                                | Stade de la Source, Orléans          |  |
| 20:00            | Armand 27' |     | Bergougnoux 53' (k.) · Berenguer 81' | Widzów: 2207 Sędzia: Stephane Jochem |  |
|                  |            |     |                                      | Widzów: 2207 Sędzia: Stephane Jochem |  |

| 11 sierpnia 2015 | Dijon FCO                                          | 3:3 k. 4:3 | Créteil                              | Stade Gaston Gérard, Dijon |  |
| 20:00            | Diony 8' · Sammaritano 53' (k.) · Tavares 69' (k.) |            | Dias 30' (k.) · Sacko 31' · Esor 90' | Widzów: 4358               |  |
|                  |                                                    |            |                                      | Widzów: 4358               |  |

| 11 sierpnia 2015 | Le Havre AC | 1:2 | CA Bastia               | Stade Océane, Le Havre               |  |
| 20:00            | Lekhal 42'  |     | Leca 22' · Sonnerat 70' | Widzów: 5378 Sędzia: Sylvain Palhies |  |
|                  |             |     |                         | Widzów: 5378 Sędzia: Sylvain Palhies |  |

## Druga runda
Do drugiej rundy zakwalifikowało się 12 zwycięzców rundy poprzedniej. Wszystkie mecze zostały rozegrane 25 sierpnia 2015 roku.
| 25 sierpnia 2015 | Evian                                              | 3:2 | Clermont Foot                | Parc des Sports, Annecy           |  |
| 18:30            | Centonze 17' · Altolaguirre 27' · Appindangoye 48' |     | Jobello 73' · Saadi 88' (k.) | Widzów: 2141 Sędzia: Floris Aubin |  |
|                  |                                                    |     |                              | Widzów: 2141 Sędzia: Floris Aubin |  |

| 25 sierpnia 2015 | Dijon FCO             | 2:0 | FC Metz | Stade Gaston Gérard, Dijon        |  |
| 20:00            | Thiam 45' · Diony 81' |     |         | Widzów: 3722 Sędzia: Johann Hamel |  |
|                  |                       |     |         | Widzów: 3722 Sędzia: Johann Hamel |  |

| 25 sierpnia 2015 | Tours                      | 2:0 | Sochaux | Stade de la Vallée du Cher, Tours       |  |
| 20:00            | Belkebla 67' · Kouakou 71' |     |         | Widzów: 4751 Sędzia: Stephanie Frappart |  |
|                  |                            |     |         | Widzów: 4751 Sędzia: Stephanie Frappart |  |

| 25 sierpnia 2015 | Ajaccio          | 1:2 | Lavallois                   | Stade François Coty, Ajaccio       |  |
| 20:00            | Cavalli 24' (k.) |     | Gonçalves 48' · Alioui 117' | Widzów: 2985 Sędzia: Florent Batta |  |
|                  |                  |     |                             | Widzów: 2985 Sędzia: Florent Batta |  |

| 25 sierpnia 2015 | Bourg-Péronnas | 0:0 k. 5:4 | Nancy | Stade Municipal de Péronnas, Péronnas |  |
| 20:00            |                |            |       | Widzów: 961 Sędzia: Jeremy Stinat     |  |
|                  |                |            |       | Widzów: 961 Sędzia: Jeremy Stinat     |  |

| 25 sierpnia 2015 | CA Bastia   | 1:1 k. 0:3 | Auxerre   | Stade Armand Cesari, Bastia       |  |
| 20:00            | Guidiala 8' |            | Bouby 45' | Widzów: 475 Sędzia: William Lavis |  |
|                  |             |            |           | Widzów: 475 Sędzia: William Lavis |  |

## Trzecia runda
Do trzeciej rundy (znanej też jako 1/32 finału), zakwalifikowało się 6 zwycięzców rundy poprzedniej, a także 14 zespołów z Ligue 1, które nie brały udziału w rozgrywkach europejskich (tj. w Lidze Europy lub Lidze Mistrzów). Wszystkie mecze zostały rozegrane 27 i 28 października 2015 roku.
| 27 października 2015 | Evian                        | 2:2 k. 4:5 | Lavallois               | Parc des Sports, Annecy          |  |
| 20:00                | Campanharo 80' · Hoggas 120' |            | Viale 6' · Monfray 107' | Widzów: 2824 Sędzia: Johan Hamel |  |
|                      |                              |            |                         | Widzów: 2824 Sędzia: Johan Hamel |  |

| 27 października 2015 | Tours        | 1:0 | Angers SCO | Stade de la Vallée du Cher, Tours       |  |
| 20:00                | Miracoli 52' |     |            | Widzów: 10139 Sędzia: Hakim Ben El Hadj |  |
|                      |              |     |            | Widzów: 10139 Sędzia: Hakim Ben El Hadj |  |

| 27 października 2015 | Bastia | 0:1 | Stade Rennes | Stade Armand Cesari, Bastia          |  |
| 20:00                |        |     | Doucouré 59' | Widzów: 3048 Sędzia: Stéphane Lannoy |  |
|                      |        |     |              | Widzów: 3048 Sędzia: Stéphane Lannoy |  |

| 28 października 2015 | Dijon FCO            | 2:1 | Stade de Reims  | Stade Gaston Gérard, Dijon           |  |
| 20:00                | Diony 17' · Bela 39' |     | Charbonnier 19' | Widzów: 4849 Sędzia: Lionel Jaffredo |  |
|                      |                      |     |                 | Widzów: 4849 Sędzia: Lionel Jaffredo |  |

| 28 października 2015 | Bourg-Péronnas                            | 3:2 | FC Nantes       | Stadium Jean-Laville, Gueugnon         |  |
| 21:00                | Traoré 38' · Boussaha 57' (k.), 104' (k.) |     | Adryan 26', 51' | Widzów: 4694 Sędzia: François Letexier |  |
|                      |                                           |     |                 | Widzów: 4694 Sędzia: François Letexier |  |

| 28 października 2015 | SM Caen    | 1:2 | OGC Nice         | Stade Michel d’Ornano, Caen           |  |
| 21:00                | Delort 14' |     | Mendy 57', 90+2' | Widzów: 10098 Sędzia: Stéphane Jochem |  |
|                      |            |     |                  | Widzów: 10098 Sędzia: Stéphane Jochem |  |

| 28 października 2015 | Lorient                                         | 3:2 | Montpellier HSC          | Stade du Moustoir, Lorient         |  |
| 21:00                | Jeannot 6' (k.) · Gakpa 36' · Philippoteaux 41' |     | N’Diaye 12' · Camara 85' | Widzów: 9699 Sędzia: Wilfried Bien |  |
|                      |                                                 |     |                          | Widzów: 9699 Sędzia: Wilfried Bien |  |

| 28 października 2015 | Lille OSC                | 2:1 | Troyes    | Stade Pierre-Mauroy, Villeneuve-d’Ascq |  |
| 21:00                | Sunzu 49' · Guirassy 57' |     | Perea 29' | Widzów: 9886 Sędzia: Benoît Bastien    |  |
|                      |                          |     |           | Widzów: 9886 Sędzia: Benoît Bastien    |  |

| 28 października 2015 | Toulouse FC                        | 3:3 k. 2:1 | Auxerre                              | Stadium Municipal, Toulouse         |  |
| 21:00                | Ben Yedder 73', 88' · Bodiger 114' |            | Kılıç 32' · Sefil 82' · Courtet 103' | Widzów: 6298 Sędzia: Aurélien Petit |  |
|                      |                                    |            |                                      | Widzów: 6298 Sędzia: Aurélien Petit |  |

| 25 listopada 2015 | Gazélec Ajaccio | 0:1 | EA Guingamp | Stade Ange-Casanova, Ajaccio       |  |
| 18:30             |                 |     | Privat 104' | Widzów: 2000 Sędzia: Mikael Lesage |  |
|                   |                 |     |             | Widzów: 2000 Sędzia: Mikael Lesage |  |

## Czwarta runda
Do czwartej rundy (znanej też jako 1/16 finału), zakwalifikowało się 10 zwycięzców rundy poprzedniej, a także 6 zespołów z Ligue 1, które brały udział w rozgrywkach europejskich (tj. w Lidze Europy lub Lidze Mistrzów). Wszystkie mecze zostały rozegrane 15 i 16 grudnia 2015 roku.
| 15 grudnia 2015 | EA Guingamp       | 2:2 k. 4:3 | OGC Nice       | Stade du Roudourou, Guingamp        |  |
| 20:00           | Salibur 89', 110' |            | Mendy 44', 93' | Widzów: 10873 Sędzia: Fredy Fautrel |  |
|                 |                   |            |                | Widzów: 10873 Sędzia: Fredy Fautrel |  |

| 15 grudnia 2015 | Lille OSC  | 1:0 | Lavallois | Stade Pierre-Mauroy, Villeneuve-d’Ascq |  |
| 20:00           | Sidibé 79' |     |           | Widzów: 8801 Sędzia: Bartolomeu Varela |  |
|                 |            |     |           | Widzów: 8801 Sędzia: Bartolomeu Varela |  |

| 15 grudnia 2015 | Lorient                                       | 3:0 | Dijon FCO | Stade du Moustoir, Lorient        |  |
| 20:00           | Jeannot 37' · Philippoteaux 54' · Mesloub 89' |     |           | Widzów: 8820 Sędzia: Saïd Ennjimi |  |
|                 |                                               |     |           | Widzów: 8820 Sędzia: Saïd Ennjimi |  |

| 15 grudnia 2015 | Stade Rennes    | 1:3 | Toulouse FC                    | Roazhon Park, Rennes                 |  |
| 21:00           | Diagné 57' (k.) |     | Ben Yedder 13', 32' · Blin 84' | Widzów: 14672 Sędzia: Benoît Bastien |  |
|                 |                 |     |                                | Widzów: 14672 Sędzia: Benoît Bastien |  |

| 16 grudnia 2015 | Girondins Bordeaux                 | 3:0 | AS Monaco | Stade Matmut-Atlantique, Bordeaux     |  |
| 17:00           | Ounas 16' · Rolán 57' · Saivet 89' |     |           | Widzów: 15163 Sędzia: Frank Schneider |  |
|                 |                                    |     |           | Widzów: 15163 Sędzia: Frank Schneider |  |

| 16 grudnia 2015 | Bourg-Péronnas                  | 2:3 | Olympique Marsylia                   | Stade Marcel-Verchère, Bourg-en-Bresse |  |
| 18:45           | Lakdar Boussaha 27' (k.), 90+3' |     | Sarr 13' · Ocampos 50' · Cabella 75' | Widzów: 6405 Sędzia: Stéphane Jochem   |  |
|                 |                                 |     |                                      | Widzów: 6405 Sędzia: Stéphane Jochem   |  |

| 16 grudnia 2015 | Olympique Lyon                    | 2:1 | Tours      | Stade de Gerland, Lyon                  |  |
| 20:00           | Beauvue 38' (k.) · Malbranque 85' |     | Tandia 72' | Widzów: 15835 Sędzia: Sébastien Moreira |  |
|                 |                                   |     |            | Widzów: 15835 Sędzia: Sébastien Moreira |  |

| 16 grudnia 2015 | Paris Saint-Germain | 1:0 | AS Saint-Étienne | Parc des Princes, Paryż              |  |
| 21:00           | Cavani 86'          |     |                  | Widzów: 47346 Sędzia: Amaury Delerue |  |
|                 |                     |     |                  | Widzów: 47346 Sędzia: Amaury Delerue |  |

## Ćwierćfinał
Do ćwierćfinału turnieju zakwalifikowało się 8 drużyn, które wygrały rywalizację w rundzie poprzedniej. Wszystkie mecze zostały rozegrane 12 i 13 stycznia 2016 roku.
| 12 stycznia 2016 | Girondins Bordeaux | 2:0 | Lorient              | Nouveau Stade de Bordeaux, Bordeaux    |  |
| 20:00            | Plašil 44'         |     | Chaigneau 56' (sam.) | Widzów: 8676 Sędzia: Nicolas Rainville |  |
|                  |                    |     |                      | Widzów: 8676 Sędzia: Nicolas Rainville |  |

| 13 stycznia 2016 | Toulouse FC                      | 2:1 | Olympique Marsylia | Stadium Municipal, Toulouse        |  |
| 17:00            | Ben Yedder 25' · Braithwaite 99' |     | Nkoulou 27'        | Widzów: 8676 Sędzia: Benoît Millot |  |
|                  |                                  |     |                    | Widzów: 8676 Sędzia: Benoît Millot |  |

| 13 stycznia 2016 | EA Guingamp | 0:0 k. 2:4 | Lille OSC | Stade de Roudourou, Guingamp       |  |
| 18:45            |             |            |           | Widzów: 11326 Sędzia: Tony Chapron |  |
|                  |             |            |           | Widzów: 11326 Sędzia: Tony Chapron |  |

| 13 stycznia 2016 | Paris Saint-Germain    | 2:1 | Olympique Lyon | Parc des Princes, Paryż              |  |
| 21:00            | Rabiot 17' · Moura 73' |     | Tolisso 42'    | Widzów: 47267 Sędzia: Benoît Bastien |  |
|                  |                        |     |                | Widzów: 47267 Sędzia: Benoît Bastien |  |

## Półfinał
Do półfinału turnieju zakwalifikowały się 4 drużyny, które wygrały rywalizację w rundzie poprzedniej. Wszystkie mecze zostały rozegrane 26 i 27 stycznia 2016 roku.
| 26 stycznia 2016 | Lille OSC                                                                | 5:1 | Girondins Bordeaux | Villeneuve-d’Ascq, Lille             |  |
| 21:00            | Benzia 7' · Sané 41' (sam.) · Soumaoro 45' · Bauthéac 56' · Boufal 90+3' |     | Chantôme 33'       | Widzów: 19168 Sędzia: Clément Turpin |  |
|                  |                                                                          |     |                    | Widzów: 19168 Sędzia: Clément Turpin |  |

| 26 stycznia 2016 | Paris Saint-Germain        | 2:0 | Toulouse FC | Parc des Princes, Paryż              |  |
| 21:05            | Lavezzi 65' · Di María 72' |     |             | Widzów: 46897 Sędzia: Amaury Delerue |  |
|                  |                            |     |             | Widzów: 46897 Sędzia: Amaury Delerue |  |

## Finał
Finał został rozegrany 23 kwietnia 2016 roku w Paryżu.
| 23 stycznia 2016 | Paris Saint-Germain        | 2:1 | Lille OSC  | Stade de France, Paryż             |  |
| 21:05            | Pastore 40' · Di María 74' |     | Sidibé 49' | Widzów: 68640 Sędzia: Ruddy Buquet |  |
|                  |                            |     |            | Widzów: 68640 Sędzia: Ruddy Buquet |  |